# Penelopides affinis
Il bucero di Mindanao (Penelopides affinis Tweeddale, 1877) è un uccello della famiglia dei Bucerotidi presente solamente su alcune isole delle Filippine.

## Descrizione
Con una lunghezza del corpo di 45 centimetri, il bucero di Mindanao è uno dei buceri più piccoli.
Il dimorfismo sessuale riguarda alcune differenze nella colorazione del piumaggio. I maschi hanno il petto, il collo e la testa di colore bianco-giallastro. Al contrario, nelle femmine queste parti del corpo sono nere e le zone prive di piume della faccia sono di colore blu pallido. Nei maschi, invece, le zone prive di piume intorno agli occhi sono beige e l'area di pelle nuda sulla gola è nera. Inoltre, i maschi hanno zampe e piedi di colore marrone scuro, mentre la femmina li ha neri.

## Biologia
I buceri di Mindanao si possono avvistare in coppia o in piccoli gruppi in prossimità degli alberi da frutto. Preferiscono restare nella parte bassa degli alberi e vengono spesso osservati ai margini della foresta. Sono uccelli rumorosi e producono un richiamo che risuona come ta-rik-tik (da cui il nome comune di tariktik con cui questi uccelli sono noti nel loro paese di origine).
Finora non sappiamo nulla sul comportamento di corteggiamento della specie, mentre per quanto riguarda le abitudini riproduttive sono state effettuate alcune osservazioni. Come tutti i buceri, le femmine si rinchiudono all'interno della cavità naturale di un albero, murandone l'ingresso ad eccezione di una stretta fessura, per poi deporre e covare le uova. Mentre covano vanno incontro alla muta del piumaggio e pertanto sono momentaneamente incapaci di volare. È compito dei maschi rifornire di cibo le compagne e i piccoli durante questo periodo.

## Distribuzione e habitat
Il bucero di Mindanao è presente sulle isole di Mindanao, Dinagat, Siargao e Basilan. Vive nelle foreste pluviali fino a 1000 metri sul livello del mare.

## Tassonomia
Gli studiosi riconoscono due sottospecie:
- P. a. affinis Tweeddale, 1877, diffusa a Mindanao, Dinagat e Siargao;
- P. a. basilanicus Steere, 1890, presente unicamente a Basilan.

Alcuni autori considerano anche il bucero di Samar (Penelopides samarensis) una sottospecie del bucero di Mindanao.